# Charon
I Charon erano un gruppo gothic rock finlandese formatosi nel 1992 a Raahe, e scioltosi nel 2011.

## Storia del gruppo
Il genere su cui si basava la band inizialmente era il death metal, abbandonato gradualmente fino ad arrivare al gothic rock, a partire dal 1995 con l'entrata di Juha-Pekka Leppäluoto alla voce.
Con il nuovo genere intrapreso, il gruppo pubblica Sorrowburn nel 1998 e Tearstained nel 2000. Ma solo con Downhearted del 2002, che prende una svolta decisamente più melodica dei precedenti album, la band si guadagna il successo in Europa e un tour da band di supporto con i Nightwish e con gli After Forever.
Il loro successo cresce ancora con The Dying Daylights del 2003, e l'ultimo album Songs for the Sinners del 2005.
Nel 2010 viene pubblicata la raccolta A-Sides, B-Sides & Suicides, anticipato dal singolo inedito The Cure, contenente anche altre tracce inedite e demo mai pubblicati dal 1992.
Nonostante la band avesse annunciato la probabile uscita di un nuovo album, il 3 giugno 2011 ha dichiarato nel sito ufficiale, attraverso un comunicato, lo scioglimento della band.
Nel marzo 2025 la band annuncia una reunion ed un tour di 6 date in Finlandia per l'estate dello stesso anno. 

## Formazione
- Juha-Pekka Leppäluoto - voce, occasionalmente chitarra (1995 - 2011)
- Lauri Tuohimaa - chitarra (2003 - 2011)
- Teemu Hautamäki - basso (1992 - 2011) - voce (1992 - 1995)
- Antti Karihtala - batteria (1992 - 2011)

Il chitarrista Lauri Tuohimaa fa anche parte dei For My Pain..., mentre il cantante Juha-Pekka Leppäluoto ha fatto parte dei Poisonblack dal 2001 al 2003, del supergruppo Northern Kings e degli Harmaja.

### Ex componenti
- Jasse Von Hast - chitarra
- Marco Sneck - tastiera
- Pasi Sipilä - chitarra

## Discografia

### Album in studio
- Sorrowburn - 1998
- Tearstained - 2000
- Downhearted - 2002
- The Dying Daylights - 2003
- Songs for the Sinners - 2005

### Singoli
- Little Angel - 2001
- In Trust of No One - 2003
- Religious/Delicious - 2003
- Ride on Tears - 2005
- Colder - 2005
- The Cure - 2010

### Raccolte
- A-Sides, B-Sides & Suicides - 2010

### Videoclip
- November's Eve - 1998
- Little Angel - 2001
- Colder - 2005
- Ride on Tears - 2005